# Bendicht
Bendicht ist eine in der Deutschschweiz und dort besonders im deutschsprachigen Teil des Kantons Bern gebräuchliche Variante des männlichen Vornamens Benedikt.
Bekannte Namensträger
- Bendicht Friedli (1930–2014), Schweizer Maler und Arzt
- Bendicht "Bänz" Friedli (* 1965), Schweizer Autor und Kabarettist
- Bendicht Luginbühl (* 1955), Schweizer Unternehmensberater
- Bendicht Straub (1787–1868), Schweizer Politiker
- Bendicht Tschachtlan (1420–1493), Schweizer Chronist
- Bendicht Ulmann (1530–1595), Schweizer Buchdrucker